# Falling in Between Live
Falling in Between Live — четвёртый концертный альбом американской рок-группы Toto, изданный в 2007 году.

## Об альбоме
Критик Дэйв Уайт из About.com считает, что группа всё ещё продолжает зарабатывать уважение других музыкантов и фанатов. Леланд Ли Склэр, заменявший Майка Поркаро в турне, отлично играет на басу, а вокалист первоначального состава, Бобби Кимболл по-прежнему поёт энергично и эмоционально. На концерте Toto превосходно продемонстрировали своё мастерство. Вместо Дэвида Пейча, который не смог принимать участие в концертах Toto, выступал клавишник и вокалист Грег Филлинганез. Также во Франции во время турне Falling in Between Tour побывали барабанщик Саймон Филлипс, играющий с коллективом с 1992 года, а также вокалист и гитарист Тони Спиннер. Альбом содержит интересные интервью участников группы. Falling in Between Live был выпущен на 2 CD и DVD.
Грег Прато из Allmusic пишет, что многие думают, что Toto созданы исключительно для студийной работы, однако это не так. В отличие от Steely Dan, которые сосредоточены лишь на работе в студии, они периодически записывают концертные альбомы. Музыканты не слишком сильно отдаляются от оригинального студийного звучания композиций. Записанный в Париже, диск включает в себя как старый материал («Hold the Line», «Rosanna», «Africa»), так и новый («Falling in Between», «King of the World», «Bottom of Your Soul»).
Дмитрий Бебенин из Звуки.ру положительно оценил альбом и пишет, что коллектив не забыл про свои арт-рок-корни. На своём концерте в Париже в комплексе Зенит группа сыграла практически все свои известные хиты (джаз-фанковый «Cruel», «Don't Chain Me Heart», а также прог-роковые композиции с их недавнего альбома Falling In Between). Но в сет-лист не попали «I Won't Hold You Back», «Girl Goodbye», «Georgy Porgy». По его мнению, Falling in Between Live является отличным концертным альбомом, который доказывает, что эти американцы могут одерживать победу над англичанами на ринге серьёзной взрослой музыки.
В Нидерландах альбом занял 88 место, а во Франции он дошёл до 81 позиции в хит-параде. В немецком чарте Media Control Charts диск вошёл на 49 строчку.

## Список композиций
Диск 1
1. «Falling in Between» (Стив Люкатер, Дэвид Пейч, Саймон Филлипс, Майк Поркаро, Бобби Кимболл, Грег Филлинганез) — 5:22
2. «King of the World» (Кимболл, Люкатер, Пейч, Стив Поркаро, Филлипс, М. Поркаро) — 5:32
3. «Pamela» (Пейч, Джозеф Уильямс) — 5:42
4. «Bottom of Your Soul» (Люкатер, Пейч, Филлипс, М. Поркаро, Кимболл) — 7:04
5. «Caught in the Balance» (Люкатер, Пейч, Филлипс, М. Поркаро, Стэн Линч, Кимболл) — 6:44
6. «Don't Chain My Heart» (Пейч, Люкатер, Джефф Поркаро, М. Поркаро) — 5:37
7. «Stop Loving You» (Люкатер, Пейч) — 3:22
8. «I'll Be Over You» (Люкатер, Рэнди Гудрам) — 2:29
9. «Cruel» (Джед Лейбер, Филлипс, Кимболл, Люкатер) — 2:44
10. «Greg Solo» (Филлинганез) — 6:21

Диск 2
1. «Rosanna» (Пейч) — 9:19
2. «I'll Supply the Love» (Пейч) — 1:56
3. «Isolation» (Люкатер, Пейч, Ферги Фредериксен) — 2:50
4. «Gift of Faith» (Люкатер, Пейч, Линч) — 2:37
5. «Kingdom of Desire» (Дэнни Корчмар) — 2:51
6. «Luke Solo» (Люкатер) — 6:07
7. «Hydra» (Пейч, С. Поркаро, Дж. Поркаро, Люкатер, Кимболл, Дэвид Хьюнгейт) — 2:04
8. «Simon Solo» (Филлипс) — 3:42
9. «Taint Your World» (Люкатер, Пейч, Филлипс, М. Поркаро, Кимболл) — 2:07
10. «Gypsy Train» (Пейч, Люкатер, Дж. Поркаро, М. Поркаро) — 7:10
11. «Africa» (Пейч, Дж. Поркаро) — 6:15
12. «Drag Him to the Roof» (Люкатер, Пейч, Линч) — 9:14

## Участники записи
- Бобби Кимболл — вокал, бэк-вокал
- Стив Люкатер — гитара, вокал, бэк-вокал
- Леланд Ли Склэр — бас-гитара
- Грег Филлинганез — клавишные, вокал, бэк-вокал
- Саймон Филлипс — ударные, перкуссия
- Стив Поркаро — синтезатор, клавишные
- Тони Спиннер — вокал, гитара